# Палац Святого Якова
Палац Святого Якова (англ. St. James's Palace) — один з найстаріших палаців Лондона, розташований на вулиці Пелл-Мелл на північ від однойменного парку.

## З історії палацу
Палац Святого Якова зведено на місці середньовічного лепрозорію святого Якова (Джеймса). Збудували його за кресленнями Гольбейна у 1532 році з червоної цегли, як другу столичну резиденцію короля Генріха VIII. Тут померла його донька Марія Тюдор (у палацовій каплиці містяться її рештки) і позашлюбний син короля Генрі Фіцрой.
За часів Генріха VIII палац став офіційною резиденцією англійських монархів, не зважаючи на те, що сам Генріх згодом перебрався в палац Уайтхолл, якому до 1698 року віддавали перевагу й інші англійські королі. У 1698 році пожежа зруйнувала Уайтхолл — палац Святого Якова став головною резиденцію королівського двору. Але придворні часто скаржилися на тісняву й затхлість приміщень, через що палац багато разів перебудовували, ремонтували і розширювали. Та й монархи надавали перевагу більш затишному Кенсінгтонському палацу в західній частині Лондона. А вже після великої пожежі в палаці в 1809 році королі фактично його не відвідували.
Згодом, під час коронації Вікторії, офіційною головною резиденцією королів став Букінгемський палац. У палаці почали розміщувати двір принца Уельського.
Нині в палаці проживає Чарльз, Принц Уельський, також там розташовані офіси його синів, принців Вільяма та Гаррі.

## Сучасність
Палац закритий для відвідувачів, проте з жовтня по Великдень можна відвідати службу в Королівській капелі, визначний розпис плафона якої приписується Гансу Гольбейну молодшому.
Напроти палацу, на вулиці Мальборо-роуд, знаходиться Капела королеви, будівництво якої було розпочате в 1621 році Ініго Джонсом для інфанти Марії Іспанської, нареченої Карла I, а закінчено для Генрієтти-Марії, що стала його дружиною в 1625 році.

## Цікаві факти
- З 1664 року за наказом Карла II у палаці Святого Якова, під час перебування там короля або членів його сім'ї, несла караульну службу королівська кінна гвардія.
- «Двір Святого Якова» — офіційна назва місця акредитації послів іноземних держав в Лондоні.
- На початку 2009 року у сейфі в підвалі палацу Святого Якова знайшли медаль Британської Імперії, яку Джон Леннон, як і інші музиканти групи «Бітлз», в середині 60-х отримав від королеви Єлизавети II, а в 1969 році повернув — на знак протесту проти того, що Лондон підтримав військові дії американців у В'єтнамі[2].